# Cornaux
Cornaux (niem. Curnau) – miejscowość i gmina w zachodniej Szwajcarii, w kantonie Neuchâtel. Leży pomiędzy jeziorami Bielersee oraz Lac de Neuchâtel.

## Demografia
W Cornaux mieszkają 1 602 osoby. W 2021 roku 23,6% populacji gminy stanowiły osoby urodzone poza Szwajcarią. 

## Transport
Przez teren gminy przebiegają autostrada A5 oraz droga główna nr 5. 